# ژرژ لچ
ژرژ لچ (به فرانسوی: Georges Lech) بازیکن فوتبال و مهاجم اهل فرانسه است که از سال ۱۹۶۳ تا ۱۹۷۳ میلادی عضو تیم ملی فوتبال فرانسه بوده‌است. وی در ۳۵ بازی ملی حضور داشته است و در بازی‌های ملی‌اش ۷ گل به ثمر رساند.